# باغ اسرارآمیز (فیلم ۱۹۸۷)
باغ اسرارآمیز (انگلیسی: The Secret Garden) فیلمی است که در سال ۱۹۸۷ منتشر شد. از بازیگران آن می‌توان به بیلی وایتلاو، درک جاکوبی، آلیسون دودی و کالین فرث اشاره کرد.